# Hicran Hüseynova
Hicran Kamran qızı Hüseynova (ur. 13 sierpnia 1955 w Baku) – azerska polityk, deputowana do Zgromadzenia Narodowego, przewodnicząca Państwowego Komitetu ds. Rodziny, Kobiet i Dzieci Azerbejdżanu.

## Życiorys
W 1972 r. ukończyła w Baku szkołę średnią, a następnie studia historyczne na Bakijskim Uniwersytecie Państwowym w 1977 r. Po ukończeniu studiów została wykładowczynią historii politycznej na tejże uczelni, równocześnie nauczała historii w szkole średniej nr 189 w Baku. W latach 1988–1993 pracowała w katedrze historii politycznej Bakijskiego Uniwersytetu Państwowego. W 1985 r. uzyskała stopień kandydata nauk historycznych, natomiast w 2001 r. uzyskała stopień doktora nauk politycznych jako pierwsza kobieta w historii Azerbejdżanu.
Od 1999 do 2003 została kierownikiem wydziału stosunków międzynarodowych i informacji Państwowego Komitetu ds. Problemów Kobiet Republiki Azerbejdżanu. Równocześnie w latach 2000–2006 była zastępczynią dziekana wydziału prawa międzynarodowego i stosunków międzynarodowych Bakijskiego Uniwersytetu Państwowego. W 2006 r. prezydent Azerbejdżanu İlham Əliyev mianował ją przewodniczącą Państwowego Komitetu ds. Problemów Rodziny, Kobiet i Dzieci. W 2006 r. objęła stanowisko kierownika katedry dyplomacji i współczesnych problemów integracji na uniwersytecie Bakijskim. W 2020 r. przerwała pracę na tym stanowisku w związku ze startem w wyborach parlamentarnych. Startowała w nich z list rządzącej, prezydenckiej Partii Nowego Azerbejdżanu. W wyborach uzyskała mandat i ponownie stanęła na czele komitetu, którym wcześniej kierowała.
W 2011 r. została odznaczona orderem Legii Honorowej II stopnia.
Zamężna, ma dwoje dzieci.